# Antonio Visentini

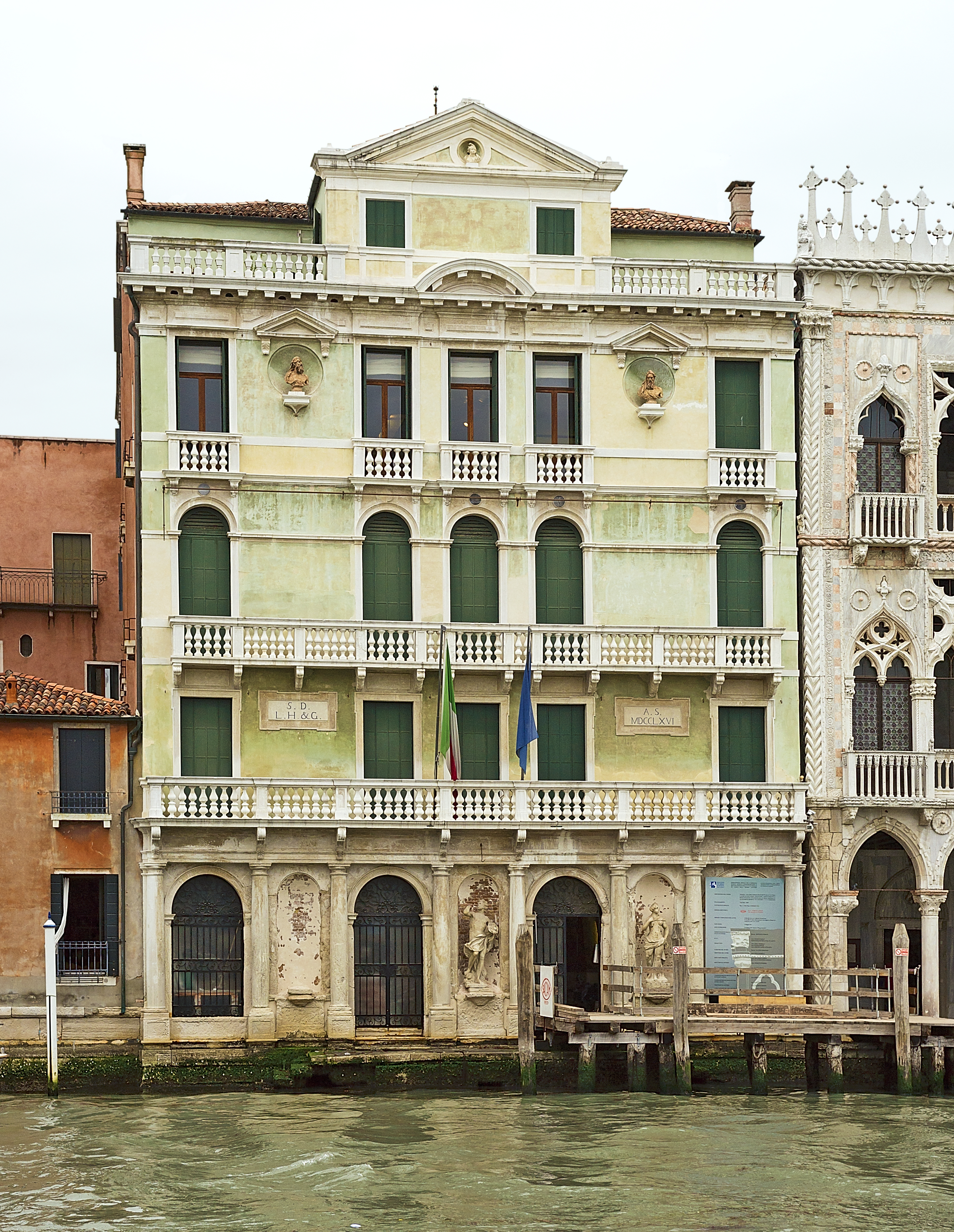
Palazzo Giusti Wenecji.

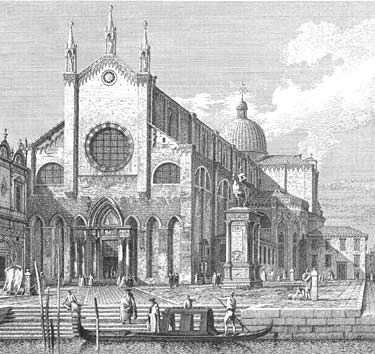
Plac św. Jana i Pawła w Wenecji (1742)

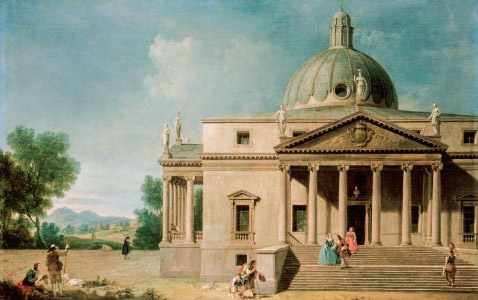
Capriccio z widokiem na Mereworth Castle (1746)

Antonio Visentini (ur. 21 listopada 1688 w Wenecji, zm. 26 czerwca 1782 tamże) – włoski malarz, znany przede wszystkim z wedut Wenecji. Wykładał na weneckiej Accademia di Belle Arti.
Był uczniem Pellegriniego. Współpracował z Zuccarellim. Przygotowywał akwaforty i miedzioryty dla Canaletta. Pracował często dla Josepha Smitha, brytyjskiego konsula w Wenecji, m.in. odnowił fasadę Palazzo Balbi-Mangilli-Valmarana, będącego jego siedzibą. Namalował freski w Villa Valmarana w Vicenzy.